# Clarence Melvin Zener
Clarence Melvin Zener (født 1. december 1905, død 15. juli 1993) var en amerikansk fysiker, som var den første til at beskrive zenerdiodens fysiske egenskaber, hvorfor Bell Laboratories navngav den efter ham. Han havde en matematisk baggrund og har skrevet om flere andre emner, såsom superledning, metallurgi og geometrisk programmering.
Zener blev født i Indianapolis i Indiana og modtog sin Ph.D.-grad ved Harvard i 1930 for tesen Quantum Mechanics of the Formation of Certain Types of Diatomic Molecules (Kvantemekanik i dannelse af visse typer af diatomiske molekyler). Han underviste ved flere amerikanske universiteter indtil han under anden verdenskrig begyndte at arbejde på Watertown Arsenal. Han underviste på University of Chicago (1945-1951), arbejdede ved Westinghouse (1951-1965) og underviste på Texas A&M University, og endelig på Carnegie Mellon University (1968-1993).
1. ↑  Navnet er anført på fransk og stammer fra Wikidata hvor navnet endnu ikke findes på dansk.